# Bihar
Denna artikel behandlar den indiska delstaten. För andra betydelser, se Bihar (olika betydelser).
Bihar är en delstat i norra Indien och något av en födelseplats för såväl buddhismen som jainismen. Delstaten ligger på den bördiga Gangesslätten i den östligare delen av hindibältet. Bihar gränsar i öster till Västbengalen, i söder till Jharkhand (som var del av Bihar fram till år 2000), i väster till Uttar Pradesh och i norr till Nepal. Delstatshuvudstad är Patna.

## Historia
Forntida kungadömen har funnits på slätterna i nuvarande Bihar från cirka 1500 f.Kr. Kring 475 f.Kr. hade Magadhariket sin huvudstad i Pataliputra (nuvarande Patna).  Patna var också huvudstaden i Mauryadynastins indiska rike på 200-talet f.Kr. och i de indiska Guptahärskarnas rike på 4–500-talen e. Kr. Cirka 800 e.Kr. förlorade Bihar sin betydelse som Indiens kulturella centrum. Under mogultiden (1526–1858) styrdes Bihar liksom resten av riket från Agra och så småningom Delhi, och under större delen av den brittiska tiden (1858–1947) var Bihar en del av provinsen Bengalen och styrdes från Calcutta.
Under 1900-talet har flera viktiga politiska rörelser utgått från Bihar. Mahatma Gandhi startade sin kampanj för civil olydnad i Bihar efter att ha besökt indigoodlare och andra  jordbrukare som berättat om förtryck från britternas sida. Efter Indiens självständighet 1947 blev dess första president advokaten Rajendra Prasad som kom från distriktet Sāran i Bihar. Den folkliga rörelse som så småningom ledde fram till bildandet av Janata Party startades på 1970-talet av Jaya Prakash (JP) Narayan från Bihar.

## Geografi
Lista över distrikt | Lista över städer

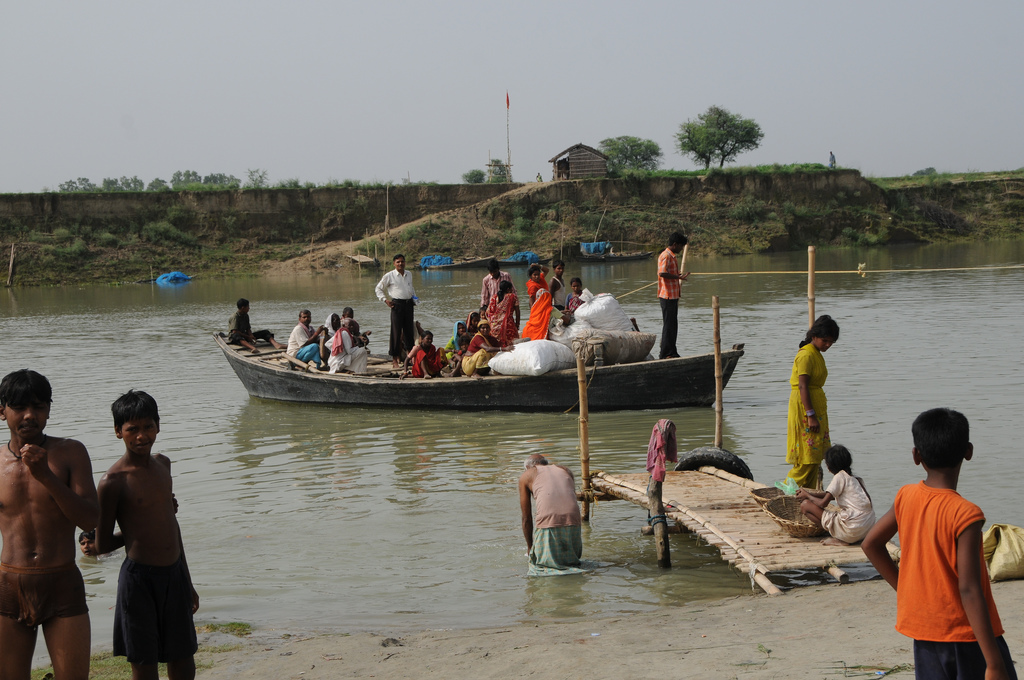
Floden Kosis översvämning 2008

Större delen av Bihar består av Gangesslätten. Slättens norra del är plan och låglänt, med en rad floder som för stora mängder vatten från Himalaya till Ganges och ofta orsakar översvämningar. Under sensommaren 2008 ändrade floden Kosi, som är en biflod till Ganges, sitt lopp och översvämningen fördrev över en halv miljon människor från sina hem.
Den södra delen av Gangesslätten är mera kuperad. Där finns den stora Sonfloden, som flyter ihop med Ganges strax väster om Patna.
I norr finns Himalaya, vars sydligaste lägre delar tillhör Bihar, och i söder finns bergsområden som delvis avskiljts från Bihar och bildat staten Jharkhand.

## Samhälle
Bihar är sett till folkmängden Indiens näst största delstat, med över 100 miljoner invånare. Könsfördelningen är ojämn, med 916 kvinnor per 1000 män (2011). Av befolkningen som är 7 år eller äldre var 63,8 % läskunniga vid folkräkningen 2011, varav nivån var 73,4 procent av männen och 53,3 procent av kvinnorna. Bihar är en av Indiens mest tätbefolkade delstater, med mer än 325 invånare per kvadratkilometer. Även befolkningsökningen är bland de största i landet. De flesta människorna livnär sig på jordbruk och bor i byar på de bördiga slätterna. Många har flyttat till andra delstater för att kunna försörja sig.
Sjukvården är dåligt utbyggd utanför städerna, och även om de flesta barn börjar skolan så är det få som fortsätter efter grundnivån, eftersom de måste arbeta för sin försörjning.
Den delstat som under namnet Bihar blev en del av det självständiga Indien sammanföll i stort sett med den brittiska provinsen Bihar som funnits sedan 1936. 1956, i samband med en reform som tog ökad hänsyn till befolkningens språkgemenskap, överfördes den södra delen av delstaten till Västbengalen. 2000 omvandlades södra delen av Bihar till den nya delstaten Jharkhand, som främst omfattar högplatån Chota Nagpur och där en stor del av befolkningen är stamfolk (adivasis).

## Kultur

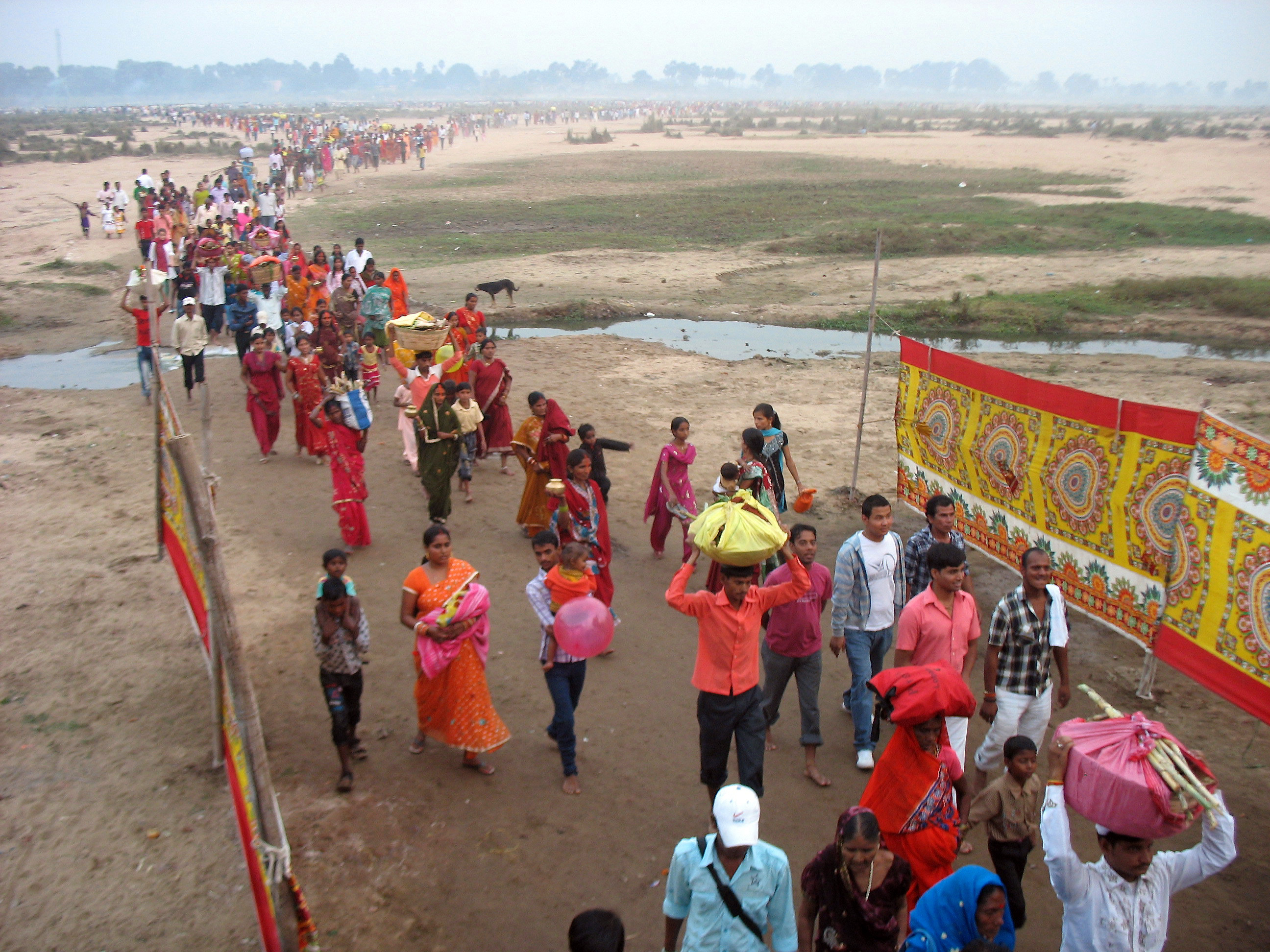
Solfestival i Bodh Gaya

Det officiella språket i Bihar är hindi, men mindre än hälften (44 procent år 1961) av befolkningen ser hindi som sitt modersmål. Det vanligaste språket bihari betraktas som en dialekt av hindi och innefattar i sin tur maithili, bhojpuri och magahi. De har inte status som egna språk men maithili ses som ett eget ämne inom akademisk utbildning. Magahi (även kallat magadhi) anses ibland vara det språk som Buddha talade.
En del av befolkningen tillhör stamfolk som santal, munda och oraon. De talar egna språk som är helt skilda från hindi.
Flera av de viktiga personerna i hinduismens legender har anknytning till Bihar. Exempelvis sägs Sita, hustru till Rama, ha varit en prinsessa i kungariket Videha på norra Gangesslätten i nuvarande Bihar. Maharashi Valmiki, som enligt traditionen nedtecknade Ramayana, sägs ha levat i Bihar.
I staden Bodh Gaya anses Buddha ha fått den fullständiga upplysningen och platsen är ett centrum för buddhistisk vallfärd.
Även jainismen kan sägas härstamma från Bihar. Mahavira, grundaren av religionen, föddes och dog i Bihar kring 500 f. Kr.

## Ekonomi
De viktigaste grödorna inom jordbruket är ris och vete. Bihar har också en stor produktion av frukt och är Indiens näst största producent av grönsaker.
I Brittiska Indien låg Bihar långt framme vad gäller industri, och efter självständigheten utvecklades tung industri och kraftförsörjning i de mineralrika bergsområden som 2000 avskildes som den nya delstaten Jharkhand. Dagens Bihar har ingen stor industrisektor, och energiförsörjningen är svagt utbyggd och förser under tidigt 2000-tal endast hälften av byarna med elektricitet.